# I'm All Ears
Albums de Let's Eat Grandma
I, Gemini
(2016)
Singles
1. Hot Pink
Sortie : 30 janvier 2018
2. Falling Into Me
Sortie : 21 mars 2018
3. It's Not Just Me
Sortie : 18 avril 2018
4. Ava
Sortie : 12 juin 2018

I'm All Ears est le deuxième album du groupe britannique Let's Eat Grandma, sorti le 29 juin 2018.

## Accueil critique
I'm All Ears recueille de bonnes critiques, obtenant un score de 85⁄100, sur la base de 23 critiques collectées sur Metacritic.

## Liste des titres
| 1.    | Whitewater        | 1:57  |
| 2.    | Hot Pink          | 4:08  |
| 3.    | It's Not Just Me  | 3:55  |
| 4.    | Falling Into Me   | 5:46  |
| 5.    | Snakes & Ladders  | 5:57  |
| 6.    | Missed Call (1)   | 0:37  |
| 7.    | I Will Be Waiting | 4:23  |
| 8.    | The Cat's Pyjamas | 1:05  |
| 9.    | Cool & Collected  | 9:17  |
| 10.   | Ava               | 3:04  |
| 11.   | Donnie Darko      | 11:19 |
| 51:27 |                   |       |